# Antonio Da Passano
Il serenissimo Antonio Da Passano (Genova, 1599 – Genova, 1681) fu il 123º doge della Repubblica di Genova e re di Corsica.

## Biografia
Scarne sono le notizie biografiche sulla figura di Antonio Da Passano che probabilmente nacque a Genova intorno al 1599.
La famiglia Da Passano era originaria della Riviera di Levante, nelle zone feudali intorno a Passano, Deiva Marina, Framura e Levanto.
Il suo bisnonno Giovanni Gioacchino Da Passano, dei ramo "de' Delphinis" dei signori da Passano, frequentò la corte francese di Francesco I, quella inglese di Enrico VIII e quella pontificia in qualità di ambasciatore della Repubblica di Genova.
Il giovane, in considerazione di un suo mancato accenno negli annali genovesi, quasi certamente dimorò presso i feudi levantini della sua famiglia e con la maggiore età lavorò nella capitale repubblicana prestando servizio nel Banco di San Giorgio.
Ricevette il suo primo incarico pubblico all'età di circa 50 anni quando ricoprì il ruolo di commissario sindacatore in Corsica (per verificare l'operato postumo del governatore e futuro doge Cesare Durazzo) e a Capraia nel livornese. Tornato successivamente a Genova venne estratto senatore della Repubblica.
Fu eletto doge con l'elezione dell'11 luglio 1675 e il suo mandato fu il settantottesimo in successione biennale e il centoventitreesimo nella storia repubblicana. In qualità di doge fu investito anche della correlata carica biennale di re di Corsica.
Tra i suoi interventi viene ricordato uno scontro istituzionale tra la sua persona e i supremi sindacatori per l'invio di alcune galee, senza la sua autorizzazione, che questi ultimi concessero per dare la caccia ad una nave turca che minacciava le coste liguri.
Terminato il dogato l'11 luglio 1677 è probabile che abbia continuato a servire la repubblica fino al decesso, che avvenne presumibilmente a Genova nel corso del 1681. Venne tumulato nella chiesa di Santo Stefano.